# Wilhelm Seyberth
Wilhelm Seyberth (* 21. April 1849 in Wehen; † 7. Januar 1937 in Wiesbaden) war ein deutscher Richter und Parlamentarier.

## Leben
Wilhelm Seyberth studierte Rechtswissenschaft an der Ruprecht-Karls-Universität Heidelberg, der Philipps-Universität Marburg und der Friedrich-Wilhelms-Universität Berlin. 1870 wurde er Mitglied des Corps Hasso-Nassovia. 1871 schloss er sich dem Corps Marchia Berlin an. Nach dem Studium schlug er die Richterlaufbahn ein. Über viele Jahre war Amtsgerichtsrat am Amtsgericht Siegen. Zuletzt lebte er als Pensionär in Wiesbaden. In der Preußischen Armee wurde er Hauptmann der Landwehr.
Nach einer 1892 erforderlich gewordenen Nachwahl saß Seyberth 1893 in der 5. Session der 17. Legislaturperiode als Abgeordneter des Wahlkreises Wiesbaden 1 (Biedenkopf) im Preußischen Abgeordnetenhaus. Er gehörte der Fraktion der Nationalliberalen Partei an.
Er erhielt den Charakter als Geh. Justizrat.